# Klaszteranalízis
A klaszteranalízis egy olyan dimenziócsökkentő eljárás, amellyel adattömböket tudunk homogén csoportokba sorolni, klasszifikálni. Ezeket a csoportokat nevezzük klasztereknek. Az egyes klasztereken belüli adatok valamilyen dimenzió szerint hasonlítanak egymáshoz, és e dimenzió mentén különböznek a többi klaszter elemeitől. A csoportok minél homogénebbek (azaz nagyobb az elemeik hasonlósága), és minél nagyobb közöttük a különbség, annál pontosabbnak mondható a klaszteranalízis maga. A csoportosítás alapját különböző távolság- vagy hasonlóságmértékek képezik.
Mivel az adatok értelmes szétválasztása, csoportba sorolása fontos célja számos tudomány-, üzleti- és informatikai területnek, azért a klaszteranalízis gyakran használt megoldása az adatbányászatnak, a minta felismerésnek, a képelemzésnek, az információ előhívásnak, a bioinformatikának, az adattömörítésnek és a számítógépes grafikának.
A klaszteranalízis nem egy bizonyos konkrét eljárás, hanem egy csoportosító megoldás ami az eredeti adatokat értelmes vagy hasznos csoportokra (klaszterekre) bontja – a kívánt végcéltől függően. (Fülöp, 2006) Ennek megfelelően a klaszterek kialakítására számos különböző, a klaszter fogalmát egymástól jelentősen eltérően definiáló eljárás használható. A népszerű klaszterelképzelések közé tartoznak az egymástól kis távolságra levő csoporttagokat tartalmazó klaszterek, a sűrűbben elhelyezkedő adatok halmazait bekerítő területek, szakaszok vagy bizonyos meghatározott statisztikai eloszlások. Így a klaszterezés többcélú optimizálási problémává tud válni. Az, hogy mi a megfelelő klaszterezési algoritmus és hogy milyen paramétereket javasolt használni (ide értve például a távolság funkciót, a sűrűségi határértéket, vagy azt, hogy mi az elvárt klaszter szám), attól függ, hogy mi az elérni kívánt szándék a klaszterezési eljárással. A klaszteranalízis nem egy automatizált feladat, hanem ismétlődő tudás kinyerésére irányuló vagy próbákat és kudarcokat is tartalmazó, interaktív optimalizáció folyamat.  Az alkalmazása alatt gyakran szükséges, hogy módosítva legyenek az adatok és a modell paraméterek egészen addig, amíg az eredmény a kívánt tulajdonságokat tükrözi. A lentebbi ábrán látható, az adatok egy tipikus halmaza – ezek különböző klaszterezési eljárásokkal különböző klaszterekbe sorolhatól, az eljárás előtt így fontos definiálni, hogy mi a célunk, mi a klaszter pontos fogalma számunkra.
A klaszterezés kifejezésen kívül még gyakran használt kifejezés erre az eljárásra az automatizált osztályozás, numerikus taxonómia és tipológiai analízis.
A klaszteranalízis megszületése Driver és Kroeber (1932) nevéhez köthető, míg pszichológiában ismertté Cattel (1943) tette a vonáselméleti klasszifikáció alkalmazása során.

## Fogalom
Azért is van annyi féle klaszterezési algoritmus, mivel a klaszter fogalmát nehéz precízen definiálni, azonban mindegyikben megtalálható egy közös nevező: az adatcsoportosítási cél csak az adatok tulajdonságai alapján. Az, hogy megértsük a különböző klasztermodellek alapelvét, elengedhetetlen ahhoz, hogy megértsük a különböző klaszterező algoritmusok közötti különbségeket.
Tipikus modellek közé tartoznak például (Fülöp, 2006 nyomán) :
- Kapcsolódási (jól elkülönítő) modellek: távolsági kapcsolatokon alapuló modellek, amikben minden pont közelebb van minden, a pont klaszterében található ponthoz, mint bármely más klaszterben található más ponthoz

- Centroid (középpont alapú) modellek: minden klaszter egy átlagvektor alapján reprezentált; ezeknél a klasztereknél a klaszter prototípusa folytonos adatoknál a klaszter összes pontjának átlaga, míg kategorikus tulajdonságokkal is jellemző pontoknál azok mediodja, azaz legjellemzőbb pontja (jellemző algoritmus: megpróbálja megkeresni a felhasználó által megadott számú (K) klasztert, amelyeket a középpontjaik képviselnek)

- Gráf (szomszédság alapú) modellek: minden pont közelebb van legalább egy, a pont klaszterében található ponthoz, mint bármely más klaszterben található más ponthoz; ez a klaszterdefiníció akkor hasznos, amikor zajosak az adatok, összefonódók a klaszterek.  (Jellemző algoritmus: hierarchikus klaszterezés: kezdetben minden elem egy külön klaszterbe tartozik, és ezután minden lépésben a két legközelebbi klaszter kerül összevonásra egészen addig, amíg már csak egyetlen, minden elemet magába foglaló klaszter nem marad)
- Disztribúciós modellek: a klaszterek statisztikai eloszlásokat modelleznek (például többváltozós normál eloszlás)
- Sűrűségen alapuló modellek: itt a klaszterek olyan sűrű tartományai az adathalmaznak, amit egy kevésbé sűrű terület vesz körül (jellemző algoritmus: DBSCAN felosztó klaszterezést hajt végre, a klaszterek számát az algoritmus automatikusan határozza meg. Az alacsony sűrűségű tartományokba eső pontokat az eljárás zajként osztályozza és kihagyja, így nem generál teljes klaszterezést)

A klaszterezés szintén megkülönböztethető az alapján, hogy mennyire éles a klaszterek közötti választóvonal:
- Kemény klaszterezés: minden elem egy bizonyos klaszterbe tartozik vagy nem tartozik bele
- Puha (fuzzy) klaszterezés: minden elem része valamilyen mértékben egy klaszternek; minden elem kap egy tagsági súlyt, melynek értéke 0 (egyáltalán nem tartozik bele a klaszterbe) és 1 (teljesen beletartozik) közé esik.

Léteznek ennél még finomabb különbségek:
- Szigorú felosztó klaszterezés: minden elem pontosan egy klaszterbe tartozik
- Szigorú felosztó klaszterezés outlierekkel: vannak olyan elemek, amik egyetlen klaszterbe sem tartoznak és ezek az outlierek
- Átfedő klaszterezés: az elemek több, mint egy klaszterbe tartozhatnak (nem kizáró klaszterezésnek is hívják)
- Hierachikus klaszterezés: azok az elemek, amik egy részei egy halmaznak, részei az azt a halmazt tartalmazó halmaznak is; ennél  módszernél megengedjük, hogy a klasztereknek klasztereik lehessenek, de ha egy pontján elvágjuk a klaszterezési fát, akkor szintén szigorúan felosztó klaszterezéshez jutunk

## Távolságmértékek
Láthattuk, hogy a különböző modellek szubjektíven értelmezik a hasonlóság fogalmát.  A hasonlóság gyakran van kis távolságként definiálva, ilyenkor szükséges az, hogy meghatározzuk a távolság mértékét.
A klaszteranalízis során használt távolságmérték  kiválasztása kritikusan fontos lépés, mert ez alapján fogja a klaszterelemzés meghatározni, hogy két elem mennyire hasonló egymáshoz. Így a kiválasztott távolságmérték befolyásolja az eredményül kapott klaszterek alakját is.

### Gyakori távolságmértékek
- euklideszi távolság  – leggyakrabban használt távolságfüggvény, intervallum és arány  skálán mért metrikus adatoknál használható
- négyzetes euklideszi távolság
- Manhattan-távolság vagy abszolút eltérés
- Mahalanobis-távolság – általánosítja a standardizációs eljárást, figyelembe veszi a nem független változóknál a korreláció mértékét
- Hamming-féle távolság (a behelyettesítések minimális száma, amivel az egyik tag átváltható a másikba)
- Pearson-távolság – nem összemérhető változóknál, standardizálással számolva

Fontos szempont lehet a klaszterelemzés során, hogy szimmetrikus vagy aszimmetrikus távolságokat használunk-e. Az euklideszi távolság például szimmetrikus („A” távolsága „B”-től ugyanakkora, mint „B” távolsága „A”-tól). Más esetekben a távolság nem szimmetrikus (lásd például Prinzie & Van den Poel (2006)).

## A klaszterelemzés fajtái
A klaszterelemzés algoritmusa lehet hierarchikus vagy nem hierarchikus. A hierarchikus algoritmus az új klasztereket az előzőleg kialakított klaszterek alapján keresi meg, míg a nem hierarchikus algoritmus egyszerre határozza meg az összes klasztert. 

### Hierarchikus klaszterelemzés
A hierarchikus klaszterezés lehet összevonó (Agglomerative) és felosztó (Divisive). Az összevonáson alapuló algoritmus először minden egyes elemet külön klaszternek tekint és összekapcsolja őket egyre nagyobb klaszterekbe, míg a végén egyetlen, az összes elemet tartalmazó klasztert kapunk. A felosztáson alapuló algoritmus ezzel ellentétben először az egész adattömböt egyetlen klaszternek tekinti és egyre kisebb klaszterekre osztja, míg a végén minden elem külön klasztert képez. 
Az eredményt általában egy fa (dendrogram) formájában szokták ábrázolni, ahol az egyik végén az egyes elemek találhatóak, a másik végén pedig egyetlen klaszter, ami az összes elemet tartalmazza. Az összevonáson alapuló algoritmus a fa tetején kezdi az elemzést, a felosztáson alapuló pedig a gyökereknél. Ha elvágjuk a fát egy bizonyos magasságban, akkor azon az adott ponton megpróbálhatjuk értelmezni a klaszterezés eredményét.

#### Példa az összevonáson alapuló hierarchikus klaszterezésre
Nézzük például az alábbi adatokat, melyeket csoportosítani szeretnénk:
Az alábbi dendrogramon látható, hogy ez a módszer úgy építi fel a hierarchiát az egyes elemekből, hogy egyre jobban összeolvasztja a klasztereket. Ebben a példában hat elem van: {a}, {b}, {c}, {d}, {e} és {f}. Az ábráról láthatjuk, hogy az algoritmus először összekapcsolta a két legközelebbi elemeket, a {b}-t és a {c}-t, valamint a {d}-t és az {e}-t. Ekkor a következő klasztereink vannak: {a}, {b, c}, {d, e} és {f}. Ezután a {d, e} klasztert a legközelebbi, leginkább hasonló elemmel, az {f}-fel kapcsolja össze. Ezen a szinten már csak három klaszterünk van: {a}, {b, c} és {d, e, f}.
A következő lépésben a {b, c} és a {d, e, f} klaszterek esnek a legközelebb egymáshoz, ezért ezekből jön létre egy új, nagy klaszter. Most már csak két klaszterünk van, az {a} és a {b, c, d, e, f}. Az összevonáson alapuló eljárás végeredményeként pedig egyetlen nagy klaszter jön létre, mely tartalmazza az összes elemet: {a, b, c, d, e, f}.

#### Korlátok
A hierarchikus klaszterelemzésnek megvannak a saját korlátai. A legfontosabbak közé tartozik, hogy  két klaszter egyesítése nem visszafordítható, azaz utólag már nem módosítható. Ezenkívül a hierarchikus klaszterelemzés zaj és kiugró értékek iránti érzékenysége nagy, valamint nehezen kezeli a konvex alakú és a jelentősen eltérő méretű klasztereket, és a nagy klasztereket hajlamos feldarabolni (Dr. Obádovics Csilla, 2009 alapján). Végül, a hierarchikus klaszterelemzés csak folytonos, metrikus változókon alkalmazható (Venables and Ripley, 2002.)

#### Az összevonáson alapuló (agglomeratív) klaszterelemzés fajtái
Az összevonáson alapuló klaszterelemzésen belül különböző csoportosítási módszereket különböztetünk meg: a lánc-, a variancia- és a centroidmódszert.
- ’’’Egyszerű láncmódszer’’’ (Single linkage clustering): A legközelebbi szomszéd (en: Nearest neighbor) elvén alapuló eljárás. Két klaszter közötti távolságot a két legközelebbi elem távolsága alapján számolja ki.
- ’’’Teljes láncmódszer’’’ (Complete linkage clustering): A legtávolabbi szomszéd (en: Furthest neighbor) elvén alapuló eljárás. Két klaszter közötti távolságot a két legtávolabbi elem távolsága alapján határozza meg.
- ’’’Átlagos láncmódszer’’’ (Average linkage clustering): Két klaszter távolságát az összes elem páronkénti távolságának átlaga alapján határozza meg, ahol a pár egyik eleme az egyik klaszterbe, a másik eleme pedig a másik klaszterbe tartozik. Mivel ez az eljárás nem csak a legkisebb és legnagyobb távolságot használja fel, ezért általában előnyben részesítik a másik két láncmódszerrel szemben.
- ’’’Varianciamódszer’’’: A Ward-féle eljárás az egyik leggyakrabban alkalmazott módszer, mely azokat a klasztereket vonja össze, melyeknél az összevonás során a legkisebb lesz a belső szórásnégyzet növekedése.
- ’’’Centroidmódszer’’’: Két klaszter közötti távolságot a klaszterek centroidja alapján határozza meg. A klaszterek centroidját a klaszterben benne foglalt összes pont aritmetikai átlaga adja. Ezt a módszert is gyakran használják a klaszterelemzés során.

### Nem hierarchikus klaszterelemzés

#### K-közép klaszterelemzés
A nem hierarchikus klaszterelemzési módszerek közül a K-közép (en: K-means) algoritmus a legnépszerűbb. A K-közép algoritmus minden egyes elemet ahhoz a klaszterhez sorol, amelyiknek a középpontja a legközelebb esik az adott elemhez. 
Az algoritmus lépései a következőek (MacQueen, 1967):
- Kiválasztja a klaszterek számát (k).
- Véletlenszerűen létrehoz k számú klasztert, és meghatározza minden klaszter közepét, vagy azonnal létrehoz k véletlenszerű klaszter középpontot.
- Minden egyes pontot abba a klaszterbe sorol, amelynek középpontjához a legközelebb helyezkedik el.
- Kiszámolja az új klaszter középpontokat.
- Addig ismétli az előző két lépést (iterál), amíg valamilyen konvergencia kritérium nem teljesül (általában az, hogy a besorolás nem változik).

Az algoritmus legnagyobb előnye az egyszerűsége és a sebessége, ami lehetővé teszi az alkalmazását nagy adattömbön is. Hátránya viszont, hogy nem ugyanazt az eredményt adja különböző futtatások után, mert a klaszterezés eredményét befolyásolja a kezdeti random besorolás. Minimálisra csökkenti a klasztereken belüli varianciát, de nem eredményezi összességében a legkisebb varianciát.

#### Hierarchikus vagy nem hierarchikus klaszterezést használjunk? (Sajtos és Mitev (2007) alapján)
A nem hierarchikus módszereket akkor érdemes használni, ha sok adatunk van és a kapott eredmények kevésbé függnek a kiugró adatoktól és a kiválasztott távolságmértéktől. Ha azonban nem hierarchikus módszert választunk, előre meg kell adni a klaszterek számát és a klaszterközéppontokat.
A hierarchikus módszerek végrehajtása nagy adatbázis esetében hosszadalmas lehet, és e módszerek érzékenyebbek a kiugró értékekre. Előnye azonban, hogy lehetővé teszi a klaszterek grafikus megjelenítését dendrogram formájában, ami jelentős segítséget nyújt a klaszterek számánál kiválasztásánál és az eredmények értelmezésénél.
Ajánlott a hierarchikus és a nem hierarchikus módszereket egyszerre alkalmazni. Például először egy hierarchikus algoritmussal meghatározzuk a klaszterek számát, a klaszterközéppontokat, kiszűrjük a kiugró adatokat, majd a nem hierarchikus eljárással újracsoportosítjuk az adatokat.

#### Döntés a klaszterek számáról és az elemzés megbízhatóságáról
A klaszterek számának megválasztása döntési probléma, nincs rá egyetlen elfogadott eljárás. Az egymást követő lépéseknél adódó klaszterek közötti távolság jó irányadó lehet. Akkor célszerű megállni, amikor pl. a távolságérték túllép egy bizonyos értéken, vagyis amikor a soron következő távolság jóval nagyobb az előzőeknél, hirtelen ugrás következik. (Obádovics, (2009) alapján)
A klaszterelemzés eredményeképpen kapott csoportok jóságát, validitását többféleképpen lehet értékelni, de ez gyakran éppoly nehéz feladat, mint a klaszterezés maga. A népszerű megközelítések közé tartozik a “belső” (internal) értékelés, amikoris a klaszterezés összesítve lesz egyetlen kvalitás értékbe, és a “külső” (external) értékelés, amikor a klaszterezés egy már létező, “alapvető igazság” osztályozáshoz van hasonlítva, a “kézi” (manuális) értékelése egy emberi szakértőnek, és az “indirekt” értékelés, amikor a klaszterek a későbbi alkalmazáskor tanúsított hasznosságuk alapján kerülnek értékelésére.
Mind a belső, mind a külső értékelésű mérőeszközöknek számos korlátja van. Előbbi nem mutat arra rá, hogy mennyire hasznos maga klaszterezés, míg utóbbi gyakran nem létező, vagy nem biztos, hogy a létező lehető legjobb címkékhez méri a klaszterezést, ami által az eredmény nem jelenti azt, hogy nem létezik egy másfajta, éppenséggel jobb klaszterezés.
Így a klaszterezés minőségét az emberi, erősen szubjektív értékelés tudja csak megmondani. Ez utóbbi megtartása mellett, a különböző értékelések hasznosak lehetnek a rossz klaszterezések azonosítására.

## A klaszterelemzés alkalmazási területei

### Biológia
A klaszterelemzés rendkívül népszerű eljárás, melyet gyakran használnak például az ökológiában növény- és állatközösségek csoportosítására heterogén környezetben, növényrendszertanban egyedek csoportjainak meghatározására faj, család stb. szintjén. A bioinformatikán belül például a hasonló expressziós mintázatot létrehozó gének klaszterezésénál alkalmazzák. 

#### Ökológia
A klaszteranalízis térbeli és időbeli összehasonlítására szolgálhat heterogén környezetben élő szervezetek közösségeire. Szintén használt növényi rendszertanban mesterséges törzsfejlődés képzésére vagy organizmusok faji, nemzetségi vagy fentebbi szintű, azonos tulajdonságokban osztozó klaszterekbe csoportosítására.

#### Transzkriptomiksz
Klaszterezés használható különbözően kifejeződő gének csoportjainak megalkotására.

#### Emberi genetikai klaszterezés
A genetikus adatok hasonlóságágból klaszterezéssel következtethetünk a populáció struktúrájára.

### Orvoslás

#### Orvosi képalkotás
PET képeknél a klaszteranalízis használható a különböző típusú szövetek megkülönböztetésére háromdimenziós képeknél.

#### Antimikrobális tevékenység elemzése
Klaszteranalízis használható az antibiotikus rezisztencia mintázatok elemzésére, vagyis osztályozni az antimikrobális vegyületeket a hatás-mechanizmusuk alapján, illetve osztályozni az antibiotikumokat az antibakteriális hatásuk alapján.

### Bölcsészettudomány
A stilometria a különböző szövegek közötti hasonlóságok és különbségek elemzésére használja. Alkalmas lehet például ismeretlen szerzőjű szövegek szerzőjének azonosítására.

### Informatika
A képfeldolgozásban a klaszterelemzés igénybevételével azonosíthatóak az élek vagy a tárgyak a  képeken. A klaszterezés segítségével a weboldalak, webes keresési eredmények csoportokba rendezésénél relevánsabb szempontokat alkothatunk (szemben például a hagyományos keresőprogramokkal), vagy például internetes boltok termékeit is csoportosíthatjuk.

### Üzlet és marketing

#### Piackutatás
A klaszteranalízis széleskörűen alkalmazott piackutatások során, többváltozós tesztadatokkal dolgozva. A piackutatók általában arra használják a klaszteranalízist, hogy a fogyasztókat piacszegmensekbe osszák, és így jobban megértsék a különböző fogyasztói csoportok közti kapcsolatokat és ez piacszegmentációra, termék pozícionálásra, új termékek kifejlesztésére és teszt piacok kiválasztására felhasználják

#### Eladó termékek csoportosítása
A klaszterezés arra is alkalmas, hogy az összes interneten elérhető terméket egyedi termékek csoportjaira bontsa.

### Internet

#### Közösségi hálózat analízis
Közösségi hálózatok tanulmányozása során a klaszterezés képes lehet közösségek azonosítására nagyobb embercsoportokon belül

#### Keresési eredmények csoportosítása
A klaszterezés alternatívát jelenthet a hagyományos keresőmotoroknak, mivel képes arra, hogy csoportosítsa a megtalált weboldalakot és fájlokat, és ezáltal relevánsabbá tegye a keresési eredményeket (például csoportosíthatja a találatokat, amikor a keresőszó több különböző dologra is utalhat).

### Társadalomtanulmányok
A piackutatásban gyakran alkalmazott módszer például a piacszegmentálás során (amikor a fogyasztókat különböző csoportokba sorolják), piacszerkezet-elemzésnél, új termék lehetőségeinek feltárásánál, tesztpiacok kiválasztásánál. A klaszterelemzés kiválóan használható szociális hálózatok elemzésénél, amikor emberek nagy csoportját szeretnénk kisebb közösségekbe sorolni. 

#### Bűnelemzés
Klaszterelemzéssel azonosíthatók olyan területek, ahol gyakrabban fordulnak elő bizonyos típusú bűnügyek, ezáltal kialakítva úgynevezett forró pontokat, ami lehetővé teszi a bűnmegelőzési erőforrások hatékonyabb allokációját.
Az igazságügyi nyelvészet a stilometriai klaszterelemzéssel képes lehet azonosítani egy szöveg szerzőjét.
Képzési célú adatbányászat
A klaszteranalízis használható arra, hogy iskolák vagy tanulók azonos tulajdonságokkal rendelkező csoportjait azonosítsuk.

#### Tipológiák
Közvélemény-kutatási adatokból klaszterelemzéssel kinyerhetők véleményekre, szokásokra, és demográfiára vonatkozó tipológiák, amik hasznosak lehetnek a politikában és marketingben.

### Egyéb
A klaszterelemzés hasznos megoldás olyan tudományterületeknél is, mint a robotika, matematikai kémia, klímakutatás, geográfia.

## Fordítás
- Ez a szócikk részben vagy egészben  a   Cluster_analyses című angol Wikipédia-szócikk fordításán alapul.  Az eredeti cikk szerkesztőit annak laptörténete sorolja fel. Ez a jelzés csupán a megfogalmazás eredetét és a szerzői jogokat jelzi, nem szolgál a cikkben szereplő információk forrásmegjelöléseként.